# Tolkningarna (EP av Pugh Rogefeldt)
Tolkningarna är en EP av den svenske rockmusikern Pugh Rogefeldt, utgiven 2013. Skivan består av låtar framförda i TV-programmet Så mycket bättre.

## Låtlista
1. "Så mycket bättre" – 4:03 (Original av Ted Gärdestad)
2. "Överallt" – 2:46 (Original av Olle Ljungström)
3. "Fröken i våran klass (En lärling på våran gård)" – 3:05 (Tolkning av Sylvia Vrethammars version)
4. "Money for Nothing" – 3:16 (Original av Darin)
5. "Painted by Numbers" – 2:49 (Original av The Sounds)
6. "You Could Have It (So Much Better Without Me)" – 3:41 (Original av Miss Li)

### Fotnoter
1. ↑  ”Tolkningarna”. Itunes. https://itunes.apple.com/se/album/sa-mycket-battre-tolkningarna/id589955026. Läst 21 januari 2013.